# JRB-K-Serie
Die K-Serie bezeichnet eine Kleinserie von zwei Schubbooten der serbischen Binnenreederei Jugoslovensko rečno brodarstvo AD Beograd.

## Beschreibung
Die Schubboote des Typs wurden Anfang der 1980er-Jahre gebaut und in Dienst gestellt. Sie sind für Schubverbände mit einer Gesamtlänge von bis zu 271 Meter und einer Breite von 33 Meter zugelassen. Der Tiefgang der Schubboote beträgt 1,70 Meter.
Die Schubboote sind die stärksten der Reederei JRB Beograd, der größten staatlich kontrollierten serbischen Binnenreederei. Sie wurden ursprünglich von drei Dieselmotoren mit jeweils 1760 PS Leistung angetrieben. Die Karlovac wurde 2022 neu motorisiert und mit zwei Caterpillar-Dieselmotoren des Typs 3512C SS mit jeweils 1500 PS Leistung ausgerüstet.
Die in Belgrad registrierten Schubboote werden von der Reederei vorrangig auf der Donau eingesetzt.
Die jugoslawische Post gab eine Sonderbriefmarke mit dem Motiv der Karlovac mit einem Wert von acht Dinar aus.

## Übersicht
| K-Serie   | K-Serie  | K-Serie                    |
| Bauname   | ENI      | Umbenennungen und Verbleib |
| --------- | -------- | -------------------------- |
| Karlovac  | 36000012 |                            |
| Karađorđe | 36000016 |                            |